# Есть, молиться, любить (книга)
«Есть, молиться, любить: Один год из жизни женщины в путешествии по Италии, Индии и Индонезии в поисках ВСЕГО» (англ. Eat, Pray, Love: One Woman's Search for Everything Across Italy, India and Indonesia) — книга мемуаров американского автора Элизабет Гилберт, вышедшая в 2006 году. Мемуары описывают путешествие автора после развода с мужем и её открытия во время этой поездки.
Права на экранизацию были приобретены компанией Columbia Pictures. Одноименный фильм с Джулией Робертс в главной роли вышел в кинотеатрах в августе 2010 года.
Гилберт также написала книгу-продолжение: «Законный брак» (англ. Committed: A Skeptic Makes Peace with Marriage), которая повествует о жизни Элизабет спустя четыре года после событий книги «Есть, молиться, любить».

## Сюжет книги
В 32 года у Элизабет Гилберт есть и образование, и дом, и муж, и успешная карьера писателя. Но она несчастна в браке, а бессонные ночи часто проводит, рыдая на полу в ванной. Расставшись с мужем и начав мучительный бракоразводный процесс, она стала встречаться с другим мужчиной. Однако отношения и с ним вскоре закончились, принеся Элизабет одиночество и опустошение.
По счастливой для героини случайности, её отправляют на Бали писать статью о йоге. Там Гилберт встречает знахаря в девятом поколении, который предсказывает ей, что однажды она вернется на Бали и многому у него научится.
Получив, наконец, долгожданный развод, Элизабет проводит следующий год своей жизни, путешествуя по всему миру на деньги издателя, который тот предоставил в обмен на книгу о поездке.
Она провела четыре месяца в Италии, вкушая местную пищу («Есть»). Четыре месяца в Индии в поисках духовности («Молиться»). И остаток года на острове Бали в Индонезии, где искала «баланс», а нашла любовь в лице бразильца Фелипе («Любить»).

## Экранизации
Компания Columbia Pictures приобрела права на фильм по мемуарам и выпустила фильм под тем же названием, что и книга — «Есть, молиться, любить». Фильм вышел на экраны в августе 2010 года. Главную роль в фильме исполнила американская актриса Джулия Робертс. Автор сценария и режиссёр — Райан Мёрфи.
В фильме также снимались Хавьер Бардем, Джеймс Франко, Ричард Дженкинс. Картина снята при поддержке продюсерской компании Брэда Питта Plan B Entertainment.

## Интересные факты
- Опра Уинфри посвятила книге две передачи своего шоу[1].
- В списке бестселлеров газеты The New York Times книга продержалась 187 недель[8].
- Студия Warner Bros приобрела права на экранизацию книги Эндрю Готтлиба «Пить, играть, трахаться» (англ. Drink, Play, Fuck), своеобразного «мужского ответа» на книгу Элизабет Гилберт[9].